# I (álbum de Imminence)
I es el primer álbum de estudio de la banda sueca de metalcore Imminence. Fue lanzado el 9 de septiembre de 2014 a través de We Are Triumphant Records y fue producido por Christian Svedin.

## Recepción
New Transcendence le dio al álbum una puntuación casi perfecta de 9/10 y dijo: "En una palabra, Imminence es único. Creativos, aplastantes y pegadizos, unen a la perfección la tela áspera y cálida del metalcore con la suave y fina seda del post- hardcore, convirtiéndome en una colcha en la que el oyente estará ansioso por envolverse después de un día en el frío glacial del monótono metalcore".

## Lista de canciones
Todas las canciones escritas y compuestas por Imminence. 
| N.º | Título              | Duración |  |
| 1.  | «Proclaim»          | 3:40     |  |
| 2.  | «86»                | 4:09     |  |
| 3.  | «Every Breath»      | 4:16     |  |
| 4.  | «Salt of the Earth» | 4:02     |  |
| 5.  | «Broken, Lost»      | 4:03     |  |
| 6.  | «Du»                | 5:05     |  |
| 7.  | «The Seventh Seal»  | 3:18     |  |
| 8.  | «Those Who Seek»    | 5:28     |  |
| 9.  | «Last Legs»         | 4:39     |  |
| 10. | «A Sense of Doubt»  | 4:41     |  |

## Personal
Imminence
- Eddie Berg - voz principal, violín, arreglos
- Harald Barret – guitarra principal, coros, guitarra acústica, arreglos
- Alex Arnoldsson - guitarra rítmica
- Max Holmberg – bajo
- Peter Hanström – batería